# Montfarville
Montfarville és un municipi francès situat al departament de la Manche i a la regió de Normandia. L'any 2007 tenia 807 habitants.

## Demografia

### Població
El 2007 la població de fet de Montfarville era de 807 persones. Hi havia 322 famílies de les quals 80 eren unipersonals (40 homes vivint sols i 40 dones vivint soles), 123 parelles sense fills, 99 parelles amb fills i 20 famílies monoparentals amb fills.
La població ha evolucionat segons el següent gràfic:
Habitants censats

### Habitatges
El 2007 hi havia 536 habitatges, 338 eren l'habitatge principal de la família, 160 eren segones residències i 38 estaven desocupats. 534 eren cases i 1 era un apartament. Dels 338 habitatges principals, 276 estaven ocupats pels seus propietaris, 53 estaven llogats i ocupats pels llogaters i 10 estaven cedits a títol gratuït; 2 tenien una cambra, 15 en tenien dues, 44 en tenien tres, 94 en tenien quatre i 183 en tenien cinc o més. 291 habitatges disposaven pel capbaix d'una plaça de pàrquing. A 154 habitatges hi havia un automòbil i a 144 n'hi havia dos o més.

### Piràmide de població
La piràmide de població per edats i sexe el 2009 era:
| Homes | Edats   | Dones |
| ----- | ------- | ----- |
| 0     | 95 o +  | 0     |
| 0     | 90 a 94 | 0     |
| 8     | 85 a 89 | 4     |
| 8     | 80 a 84 | 28    |
| 8     | 75 a 79 | 24    |
| 12    | 70 a 74 | 28    |
| 32    | 65 a 69 | 28    |
| 40    | 60 a 64 | 40    |
| 12    | 55 a 59 | 8     |
| 24    | 50 a 54 | 20    |
| 28    | 45 a 49 | 12    |
| 28    | 40 a 44 | 24    |
| 68    | 35 a 39 | 56    |
| 12    | 30 a 34 | 20    |
| 20    | 25 a 29 | 20    |
| 8     | 20 a 24 | 8     |
| 28    | 15 a 19 | 24    |
| 20    | 10 a 14 | 48    |
| 28    | 5 a 9   | 28    |
| 16    | 0 a 4   | 32    |

## Economia
El 2007 la població en edat de treballar era de 478 persones, 335 eren actives i 143 eren inactives. De les 335 persones actives 294 estaven ocupades (171 homes i 123 dones) i 41 estaven aturades (19 homes i 22 dones). De les 143 persones inactives 49 estaven jubilades, 45 estaven estudiant i 49 estaven classificades com a «altres inactius».

### Ingressos
El 2009 a Montfarville hi havia 348 unitats fiscals que integraven 836,5 persones, la mediana anual d'ingressos fiscals per persona era de 16.139 €.

### Activitats econòmiques
Dels 28 establiments que hi havia el 2007, 1 era d'una empresa alimentària, 2 d'empreses de fabricació d'altres productes industrials, 4 d'empreses de construcció, 11 d'empreses de comerç i reparació d'automòbils, 1 d'una empresa de transport, 3 d'empreses d'hostatgeria i restauració, 1 d'una empresa d'informació i comunicació, 3 d'empreses de serveis, 1 d'una entitat de l'administració pública i 1 d'una empresa classificada com a «altres activitats de serveis».
Dels 6 establiments de servei als particulars que hi havia el 2009, 1 era una oficina de correu, 2 fusteries, 1 lampisteria, 1 electricista i 1 restaurant.
Dels 3 establiments comercials que hi havia el 2009, 1 era una botiga de menys de 120 m², 1 una fleca i 1 una botiga de mobles.
L'any 2000 a Montfarville hi havia 35 explotacions agrícoles que ocupaven un total de 440 hectàrees.

## Equipaments sanitaris i escolars
El 2009 hi havia una escola elemental.

## Poblacions més properes
El següent diagrama mostra les poblacions més properes.